# 埴生盛兼
埴生 盛兼（はにゅう もりかね、生年不詳 - 養和元年9月21日（1181年10月31日））は、平安時代末期に活躍した武士。埴生弥太郎盛兼とも。摂津源氏源頼政の縁者とされ、以仁王の挙兵にも加わったが、後に平家方に追い詰められ自害したと伝えられる。
『平家物語』等では「いなばの国住人」とされるが、越中中世史研究者の久保尚文は越中国礪波郡埴生八幡宮に関わりのある人物と推定している。

## 出自と来歴

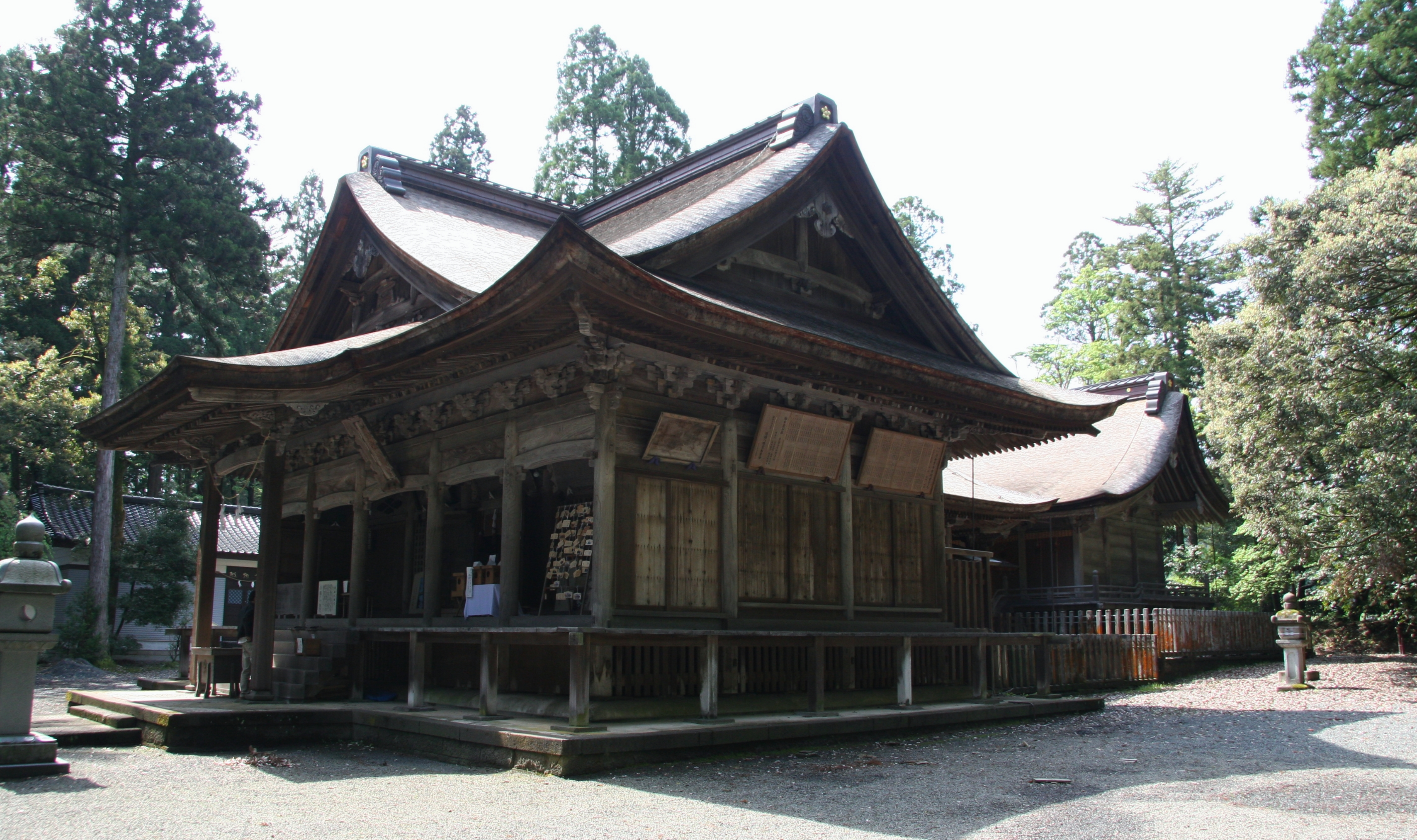
現在の埴生護国八幡宮（富山県小矢部市埴生）

『石清水文書』保元3年12月3日付宣旨によると、越中国埴生堡は12世紀前半にすでに山城国石清水八幡宮領とされていた。埴生盛兼は山城国から越中国埴生に八幡軍が勧進されるのに寄与した埴生氏の出ではないかと推定されている。坂田金時や藤原保昌ら摂津源氏被官の伝承がこの地に残されていることも、この推定の傍証となる。
埴生盛兼は摂津源氏の源頼政に仕えていたようで、長門本『平家物語』によると挙兵に失敗し平等院に逃れ込んだ源頼政・仲綱に同行していた。追い詰められた源頼政が自害した後、その息子仲綱は「弥太郎もりかね」を召して我が首の処置をせよと命じて自害した。弥太郎盛兼は頼政と仲綱の首を平等院の後戸の壁板の中に隠したが、後になって血が漏れ出したため発見されたと長門本『平家物語』は伝えている。
その後の埴生盛兼の事蹟については『吾妻鏡』養和元年11月11日条や『吉記』養和元年9月21日条といった史料に記載がある。両史料によると、「入道源三位卿（＝源頼政）の縁者」であった埴生盛兼は、前年の宇治合戦に敗れた後、源資賢に仕える武士の家に匿われていた。埴生盛兼は密かに関東に下向しようとしていたが、遂に平宗盛の派遣した軍兵によって包囲されてしまった。そこで9月21日に埴生盛兼は喉笛を掻き切って自害し、その消息は加賀竪者によって鎌倉に伝えられ『吾妻鏡』養和元年11月11日条に採録されることとなった。
後に、木曾義仲は倶利伽羅峠の戦いの直前に埴生八幡宮を訪れているが、その目的は単に戦勝祈願のためではなく、埴生氏をはじめとする摂津源氏との連立を表明するためであったとする説がある。